# جون ديفيس طويل
جون ديفيس طويل (بالإنجليزية: John Davis Long) (و. 1838 – 1915 م) هو سياسي، ومحام من الولايات المتحدة الأمريكية .
وهو عضو في الحزب الجمهوري .

## التعليم
تعلم في جامعة هارفارد.